# سلم صغير
السلم الصغير أو سلم المينور (بالإنجليزية: Minor scale)‏ هو سلم موسيقي يتألف من 7 نغمات متباينة، ونغمة ثامنة مماثلة للنغمة الأولى ولكنها ذات اوكتاف واحد أعلى. من أبسط السلالم الكبيرة للكتابة أو العزف هو الصغير وهو السلم الصغير الوحيد الذي يحوي أي علامات شارب أو فلات.
يأتي الصوت المميز للمقياس الصغير التوافقي من الثانية المعززة بين درجتيه السادسة والسابعة. في حين أن بعض الملحنين استخدموا هذا الفاصل الزمني للاستفادة في تكوين اللحن، إلا أن آخرين شعروا أنه قفزة محرجة، خاصة في الموسيقى الصوتية، وفضلوا خطوة كاملة بين درجات القياس هذه لكتابة اللحن السلس. للقضاء على الثانية المعززة ، قام هؤلاء الملحنون إما برفع الدرجة السادسة بواسطة نصف نغمة أو خفضوا السابع بواسطة نصف نغمة.